# Натурализам (филозофија)
У филозофији, натурализам је „идеја или уверење, да само природни (а не натприродни или духовни) закони и силе делују у свету”.
Присталице натурализма (тј., натуралисти) тврде да су закони природе закони који одређују структуру и понашање универзума и да се промене свемира производ ових закона.
„Натурализам се може интуитивно поделити на онтологијске и методолошке компоненте.” Неки филозофи идентификује натурализам и материјализам. На пример, филозоф Пол Курц је тврдио да се природа боље објашњава позивајући се на материјалне принципе. Ови принципи укључују масу, енергију и друге физичке и хемијске особине прихваћене од стране научне заједнице. Натуралисти тврде да дух, божанства и духови нису стварни и да нема "циљева" у природи. Таква апсолутна вера у натурализам се обично назива метафизички натурализам.
Осим пантеиста, који сматрају да су природа и Бог једно исто, теисти изазивају идеју да је природа сва стварност. Према неким теистима, природни закони се могу третирати као секундарни узроци Бога/ова.
У 20. веку, Вилард Ван Орман Квин, Џорџ Сантајана и други филозофи су тврдили да успех натурализма у науци значи да се научна метода треба користити и у филозофији.

## Порекло и историја
Идеје и претпоставке филозофског натурализма су први пут виђене у радовима Јонских пресократовских филозофа. Један од таквих је био Талес, који се сматра оцем науке, пошто први даје објашњења природних појава без употребе натприродних разлога. Ови рани филозофи поштују правила емпиријске студије која може да предвиди натурализам.
Натурализам је у класичној индијској филозофије основа две од шест ортодоксних школа и једане хетеродоксне школе хиндуизма. Може се пратити уназад све до 2. века пре нове ере.
Модерна наглашења методолошког натурализма су створили схолисти у 12. веку. Током просветитељства, велики број филозофа, укључујући Френсиса Бејкона и Волтера, је истакао филозофска оправдања за уклањање натприродних сила из студија природног света. Када су Пјера Симона де Лапласа питали што нема помена о интервенцији Бога у његовом радовима из небеске механике, одговорио је: "није ми требала таква хипотеза." Тренутна употреба термина натурализам потиче од дебата у Америци у првој половини 20 века. За натуралисте је природа једина стварност, не постоји "натприродно". Научни метод треба користити за истраживање све стварности, укључујући и људски дух.

### Античка и средњовековна филозофија
Натурализам је пре свега западњачки феномен, мада је еквивалентна идеја дуго постојала и на Истоку. Натурализам је био темељ две од шест ортодоксних школа и једне хетеродоксне школе хиндуизма. Самкја, једна од најстаријих школа индијске филозофије, ставља природу (Пракрити) као примарни узрок универзума, не претпостављајући постојање личног Бога или Ишваре. Школе Карвака, Нјаја и Вајшешика настале су у 7, 6. и 2. веку пре нове ере. Слично томе, иако неименована и никада артикулисана у кохерентан систем, једна традиција унутар конфучијанске филозофије је прихватила облик натурализма који датира до Ванг Чонга у 1. веку, ако не и раније, али је настла независно и имала је мали утицај на развој модерне натуралистичке филозофије, као и на источне и западне културе.
Западни метафизички натурализам настао је у античкој грчкој филозофији. Најраније предсократовске филозофе, посебно Милесовце (Талес, Анаксимандар и Анаксимен) и атомисте (Леукип и Демокрит), њихови вршњаци и наследници су означили као „physikoi“ (од грчког φυσικός или physikos, што значи „природњачки филозоф“ позајмљујући речи φύσις или physis, што значи „природа“) јер су истраживали природне узроке, често искључујући било какву улогу богова у стварању или деловању света. То је на крају довело до потпуно развијених система као што је епикурејизам, који је настојао да објасни све што постоји као производ атома који падају и закрећу се у празнини.
Аристотел је посматрао мисао својих претходника и замишљао природу на начин који је зацртао средњи курс између њихових приступа.
Платонов свет вечних и непроменљивих Форми, несавршено представљен у материји од стране божанског Занатлије, у оштрој је супротности са различитим механичким светоназорима, од којих је атомизам, најмање до четвртог века, био најистакнутији ... Ова дебата је трајала током античког света. Атомистички механизам добио је постицај од Епикура ... док су стоици усвојили божанску телеологију ... Избор се чини једноставним: или показати како структурирани, регуларни свет може настати из неусмерених процеса, или убацити интелигенцију у систем. Тако је Аристотел ... када је још био млад Платонов помоћник, видео ствари. Цицерон … чува Аристотелов сопствени пећински лик: да су троглодити изненада донети у горњи свет, одмах би претпоставили да је интелигентно уређен. Али Аристотел је почео да напушта ово гледиште; иако верује у божанско биће, примарни покретач није ефикасан узрок акције у Универзуму, и не игра никакву улогу у његовом конструисању или уређењу ... Али, иако одбацује божанског уметника, Аристотел не прибегава чистом механизам случајних сила. Уместо тога, он настоји да пронађе средњи пут између ове две позиције, онај који се у великој мери ослања на појам Природе, или phusis.
Са успоном и доминацијом хришћанства на Западу и каснијим ширењем ислама, интелектуалци су генерално напустили метафизички натурализам. Дакле, мало је доказа за то у средњовековној филозофији.

### Модерна филозофија
Тек у раној модерној ери филозофије и добу просветитељства натуралисти попут Бенедикта Спинозе (који је изнео теорију психофизичког паралелизма), Дејвида Хјума, и заговорника француског материјализма (посебно Дени Дидро, Жилијен Ла Метри и Барон Холбах) поново су почели да се јављају у 17. и 18. веку. У овом периоду, неки метафизички природњаци су се придржавали посебне доктрине, материјализма, који је постао доминантна категорија метафизичког натурализма који је широко заступан до краја 19. века.
Томас Хобс је био заговорник натурализма у етици који је признавао нормативне истине и својства. Имануел Кант је одбацио (редукционистичке) материјалистичке позиције у метафизици, али није био непријатељски расположен према натурализму. Његова трансцендентална филозофија се сматра обликом либералног натурализма.
У касној модерној филозофији, Naturphilosophie, облик природне филозофије, развили су Фридрих Вилхелм Јозеф фон Шелинг и Георг Вилхелм Фридрих Хегел као покушај да се природа схвати у њеном тоталитету и да се оцрта њена општа теоријска структура.
Верзија натурализма која је настала после Хегела био је антрополошки материјализам Лудвига Фојербаха, који је утицао на историјски материјализам Карла Маркса и Фридриха Енгелса, Енгелсову „материјалистичку дијалектичку” филозофију природе (Дијалектика природе) и дијалектички материјализам њиховог следбеника Георгија Плеханова.
Још једна значајна школа касне модерне филозофије која је заговарала натурализам био је немачки материјализам: чланови су били Лудвиг Бихнер, Јакоб Молесхот и Карл Вогт.
Тренутна употреба термина натурализам „произлази из дебата у Америци у првој половини 20. века. Самопроглашени 'натуралисти' из тог периода су Џон Дјуи, Ернест Најџел, Сидни Хук и Рој Вуд Селарс.“

### Савремена филозофија
Политизована верзија натурализма која је настала у савременој филозофији је објективизам Ајн Ранда. Објективизам је израз капиталистичког етичког идеализма унутар натуралистичког оквира. Пример прогресивније натуралистичке филозофије је секуларни хуманизам. Тренутна употреба термина натурализам „произлази из дебата у Америци у првој половини прошлог века.
Тренутно је метафизички натурализам шире прихваћен него у претходним вековима, посебно, али не искључиво, у природним наукама и англо-америчким, аналитичким филозофским заједницама. Док је велика већина светске популације чврсто привржена ненатуралистичким погледима на свет, савремени браниоци натурализма и/или натуралистичких теза и доктрина данас су Кај Нилсен, Џ. Џ. К. Смарт, Дејвид Малет Армстронг, Дејвид Папинеау, Пол Курц, Брајан Лајтер, Даниел Денетт, Мајкл Девит, Фред Дрецке, Пол и Патриша Чурчланд, Марио Банџ, Џонатан Шафер, Хилари Корнблајт, Леонард Олсон, Квентин Смит, Пол Дрејпер и Мајкл Мартин, међу многим другим академским филозофима.
Према Дејвиду Папиноу, савремени натурализам је последица гомилања научних доказа током двадесетог века за „узрочно затварање физичког“, доктрине да се сви физички ефекти могу објаснити физичким узроцима.
До средине двадесетог века, прихватање каузалног затварања физичког царства довело је до још јачих натуралистичких погледа. Теза о каузалном затварању имплицира да сваки ментални и биолошки узроци морају сами бити физички конституисани, ако желе да произведу физичке ефекте. То доводи до посебно снажног облика онтолошког натурализма, наиме физикалистичке доктрине да свако стање које има физичке ефекте мора само по себи бити физичко.

Од 1950-их па надаље, филозофи су почели да формулишу аргументе за онтолошки физикализам. Неки од ових аргумената су се експлицитно позивали на каузално затварање физичког царства (Feigl 1958, Oppenheim and Putnam 1958). У другим случајевима, ослањање на узрочно затварање лежи испод површине. Међутим, није тешко уочити да је чак и у овим последњим случајевима теза о каузалном затварању играла кључну улогу.— Papineau 2007
У савременој континенталној филозофији, Квентин Мајласо је предложио спекулативни материјализам, посткантовски повратак Дејвиду Хјуму који може да ојача класичне материјалистичке идеје.

### Етимологија
Термин „методолошки натурализам“ је недавног порекла. Према Роналду Намберсу, сковао га је 1983. Паул де Вриес, филозоф Витон колеџа. Де Врис је правио разлику између онога што је назвао „методолошким натурализмом“, дисциплинарног метода који ништа не говори о постојању Бога, и „метафизичког натурализма“, који „пориче постојање трансцендентног Бога“. Термин „методолошки натурализам“ је 1937. године употребио Едгар С. Брајтман у чланку у часопису The Philosophical Review као супротност „натурализму“ уопште, али тамо идеја није заиста развијена до својих новијих разлика.

## Метафизички натурализам
Метафизички натурализам, такође назван "онтолошки натурализам" или "филозофски натурализам", је филозофски поглед на свет и систем веровања који каже да не постоји ништа осим природних елемената, принципа и односа које изучавају природне науке. Методолошки натурализам се са друге стране односи искључиво на методологију науке.
Метафизички натурализам тврди да су све особине у вези са свешћу и умом сводљиве на природу. Метафизички натурализам такође одбацује натприродне појмове и објашњења која су део многих религија.

## Методолошки натурализам
Методолошки натурализам се не интересује за тврдње о томе шта постоји, већ за методе изучавања природе. То је идеја о томе да сва научна истраживања, све хипотезе и догађаје треба тестирати. У овом другом смислу, натурализам настоји да обезбеди основу за спровођење научног истраживања закона природе. Методолошки натурализам је начин стицања знања. То је посебан систем размишљања у вези са когнитивним приступом стварности и зато се класификује као филозофија знања.
У серији чланака и књига од 1996. напред, Роберт Т. Пенок је користио термин "методолошки натурализам" да разјасни да се научна метода користи за објашњавање природних појава, без претпоставки о постојању или непостојању натприродних или паранормалних појава. Такође наглашава да се не заснива на догматском метафизичком натурализму како тврде креационисти и присталице теорије интелигентног дизајна.

## Погледи

### Алвин Плантинга
Алвин Плантинга, професор емеритус филозофије на Универзитету Нотре Дама и хришћанин је постао познати критичар натурализма и еволуције. Он тврди да је вероватноћа да је еволуција створила човека ниска или непостојећа, ако је нико није усмеравао (на пример Бог).
Плантинга тврди да натурализам и еволуција пружају незаустављивог "победника за веровање да су наше когнитивне способности поуздане".

### Роберт Т. Пенок
Роберт Т. Пенок тврди, да како су натприродни агенти и моћи "изнад и изван природног света и његових агената и моћи" и "нису ограничени природним законима", само логичке немогућности ограничавају оно што натприродно створење не може да уради. Он изјављује: "ако бисмо могли да применимо природно знање разумевању натприродних сила, онда, по дефиницији, оне неће бити натприродне". Како је натприродно нужно за нас мистерија, оно не може да пружи никакве знаке по којима се може судити о научним моделима. "Експериментисање захтева надзор и контролу варијабли.... Али, по дефиницији, ми немамо никакву контролу над натприродним ентитета или силама".
Натурализам не говори ништа о постојању или непостојању натприродног, што је по овој дефиницији изван природних испитивања. Као практичан преглед, одрицање од натприродних објашњења би само било прагматичано. На пример, научници могу да верују у Бога, а да користе методолошки натурализам у својим научним радовима. Ова одредба не искључује и знање које је некако повезано са натприродним. Међутим, све што се може научно проучавати и објаснио није натприродно по дефиницији.

### Вилард Ван Орман Квин
Вилард Ван Орман Квин описује натурализам као одредбу да не постоји никакав већи суд за истину од природних наука. Нема боље методе од научне методе за испитивање научних тврдњи, а нема ни потребе ни места за "прве филозофије", попут метафизике или епистемологије.
Стога, филозофија треба да користи закључке научника у својим настојањима и да критикује ако су ови захтеви неосновани или контрадикторни. По његовом виђењу, филозофија је емпиријска попут науке. Натурализам није догматска вера у то да је модерна науке потпуно тачна. Уместо тога, он само тврди да је наука најбољи начин за проучавање универзума. Међутим, Квиново мишљење не дели велики број филозофа.

### Карл Попер
Карл Попер је изједначио натурализам са индуктивном теоријом науке. Он га је одбацио на основу опште критике индукције, али га је признао као корисно средство за верификовање хипотеза.

### Том Кларк
Том Кларк тренутно одржава сајта naturalism.org, основан 1998. године са циљем да се "подигне свест о натуралистичким погледима на свет и његовим позитивним последицама".

### Подршка
- naturalism.org
- „Naturalist Newsletter”. Архивирано из оригинала 16. 05. 2013. г.
- „Центар за натурализам”. Архивирано из оригинала 06. 04. 2005. г..
- Натурализам: Натуралистички поглед на свет.
- Натурализам Дејвид Папино.

### Неутрално
- Натурализам на philpapers.org
- "Натурализам". Станфордска Енциклопедија филозофије.
- "Натурализам". Интернет Енциклопедија филозофије.
- Крег-Тејлор дебата: да ли је основа морала природна или натприродна?

### Критика
- biologos.org
- "Натурализам", чланак у католичкој Енциклопедији.
- Опасна идеја, К. С. Луис.
- Филип Џонсон, Еволуција као догма: стварање натурализма.
- Роберт А. Делфино „замена методолошког натурализама”. 2007. Архивирано из оригинала 28. 09. 2007. г..
- Роберт А. Делфино „Научни натурализам и потреба неутралне метафизичке основе”. 2011. Архивирано из оригинала 23. 09. 2015. г..